# Protochauliodes simplus
Protochauliodes simplus is een insect uit de familie Corydalidae, die tot de orde grootvleugeligen (Megaloptera) behoort. De soort komt voor in het zuidwesten van de Verenigde Staten.